# Холлинджер, Хайди
Хайди Холлинджер (англ. Heidi Hollinger, род. 1968, Монреаль) — фотограф и ведущая документальных телепрограмм.

## Биография
Родилась в 1968 году в Монреале. В 1990 году окончила университет Макгилл со степенью бакалавра гуманитарных наук (специализация современные языки, кроме английского и французского владеет русским и испанским языками). В 1991 году переехала в Россию и некоторое время преподавала английский язык в МГУ. Вскоре увлеклась фотографией, объектами съёмки становились как известные политики (Михаил Горбачёв, Борис Ельцин, Владимир Путин, Владимир Жириновский и другие), так и простые рабочие. В 1994 году в Москве в Фотоцентре Союза Журналистов открылась её первая фотовыставка «Оппозиция в лицах», также показанная в других городах России, в Канаде и США. В 1994—1995 годах Хайди Холлинджер являлась первым иностранным фоторедактором газеты «Правда». Затем она открыла свою фотостудию в Москве. В 1999 году Хайди Холлинджер стала официальным фотографом компании Canon.
После 2000 года Хайди Холлинджер вернулась в Монреаль, где продолжила карьеру политического фотографа. В начале 2011 года стала ведущей цикла документальных фильмов о портовых городах мира Waterfront Cities of The World для канала Discovery. За четыре года было снято 39 эпизодов, затем цикл был продолжен без участия Холлинджер. Каждая серия цикла снималась параллельно на английском и французском языках, франкоязычная версия называется Ports d’attache (рус. Порты приписки)

## Избранные выставки
- «Оппозиция в лицах» (Faces of the Opposition) Москва (Фотоцентр Союза Журналистов, 1994 год); также Санкт-Петербург, Казань, Омск, Монреаль, и Лос-Анджелес (Bergamot Station Galleries, 1995 год)[4];
- «Москва строится» (Москва, Мэрия, 1995 год)[4]
- «Российские политики от А до Я» (Москва, Госдума, 1996 год)[4]
- «Новый жанр — политический портрет» (Москва, галерея «Манеж», 1996 год)[4]
- «Лики политики» (Алма-Ата, 1998 год, Саратов, 1999 год)[4]
- «Особенности национальных политиков» (Москва, Госдума, 2000 год)[4]
- «Русские» (Москва, 2000 год, Третьяковская галерея и посольство Канады; Монреаль, Mike Bossy)
- 100 years of Moscow (участница групповой выставки, Монреаль, Montreal City Hall, 2000 год)
- 10 years in Moscow (Оттава, здание парламента Канады и посольство России, 2001 год)
- The Russians Emerge (консульство России в Нью-Йорке, 2002 год; Филадельфия, 2003 год; Монреаль, Cirque du Soleil, 2003 год; Лас-Вегас, The Arts Factory, 2004 год; Торонто, Carlu, 2004 год)
- The Himalayas (Монреаль, Biosphere, 2004 год)
- Selected Histories (Монреаль, Groupe Cossette, 2004 год)
- Distinct Society (Монреаль, HollingerCollins Gallery, 2006 год)

## Фотоальбомы
- Heidi Chez Les Soviets, Les Intouchables. — Монреаль, 1999.[4]
- Особенности национальных политиков. — Москва: Вагриус, 1999.[4]
- Les Russes, Les Éditions Stanké. — Монреаль, 2000.[4]
- Русские. — Москва: Вагриус, 2000.[8][4]
- The Russians Emerge. — Нью-Йорк: Abbeville Press, 2002. ISBN 0789207575[9]
- Monsieur Poutine, Vous Permettez?. — Монреаль: Editions la Semaine, 2008.